# Henning Scheich

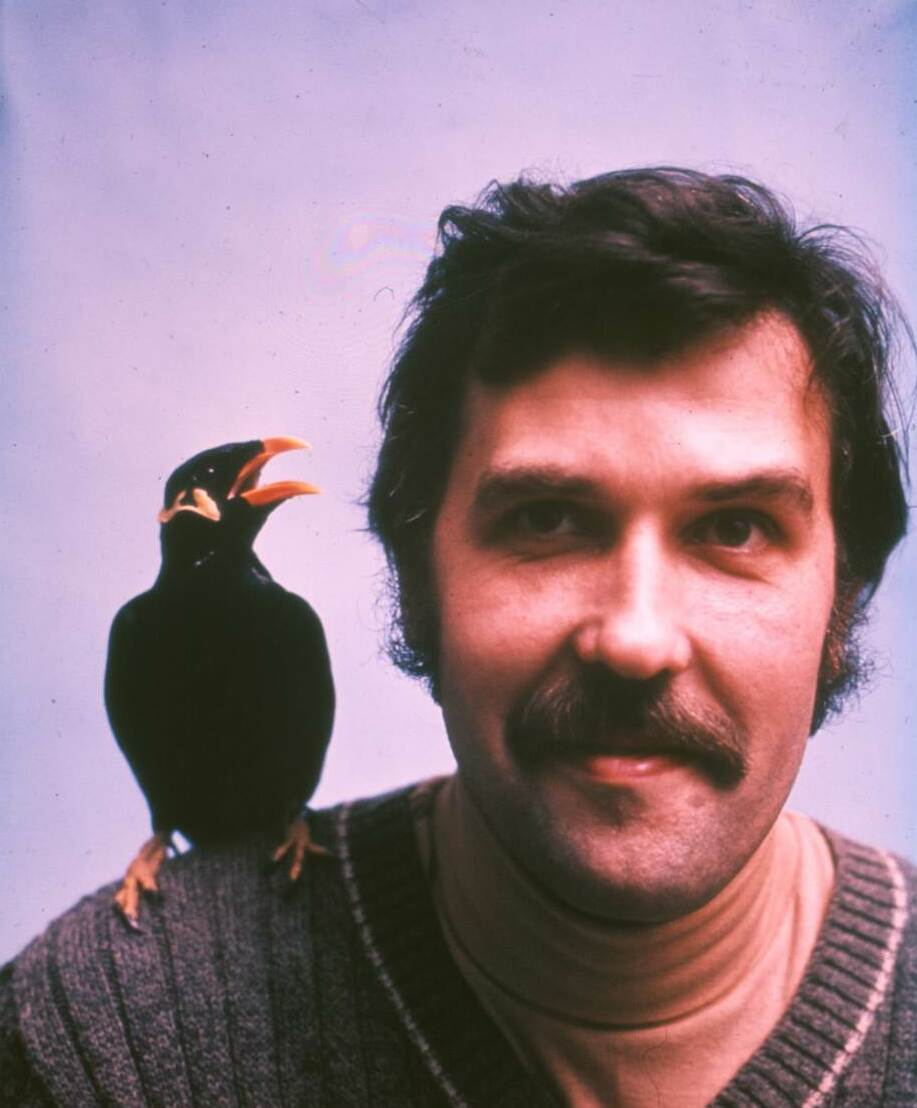
Henning Scheich ca. 1992 in Darmstadt

Henning Scheich (* 12. Mai 1942 in Wuppertal; † 30. Mai 2025 in Niedere Börde-Samswegen) war ein deutscher Hirnforscher und Naturkundler. Er war bis 2010 Direktor und bis 2013 Abteilungsleiter des Leibniz-Instituts für Neurobiologie in Magdeburg.

## Leben
Nach dem Abitur am Geschwister-Scholl-Gymnasium in Düsseldorf studierte Scheich Medizin und Philosophie an den Universitäten Köln (1961–63), München (1963–64 sowie 1965–66) und Montpellier, Frankreich (1964–65). Den Abschluss des Medizinstudiums bildet das Staatsexamen an der Universität München (1966).
Von 1967 bis 1969 arbeitete Scheich als Doktorand zum Thema des menschlichen Elektroenzephalogramms (EEG) am Max-Planck-Institut für Psychiatrie, München, in der Abteilung von Otto Creutzfeldt. Der Abschluss mit der Promotion (summa cum laude) erfolgte 1969. Während der Promotionsphase erfolgten zudem Arbeiten zur Physiologie des Sehsystems der Katze.
Als Postdoktorand widmete Scheich sich von 1969 bis 1972 im Labor von Theodore H. Bullock (1915–2005), University of California, San Diego, USA, der Erforschung der jamming avoidance, eines Kommunikationsverhaltens von elektrischen Fischen, und deren neurophysiologischen Grundlagen. Von 1972 bis 1974 leitete Scheich eine Arbeitsgruppe am Max-Planck-Institut für Biophysikalische Chemie, Göttingen, zum Thema „Akustische Kommunikation“.
Im Jahr 1974 nahm Scheich einen Ruf der Technischen Universität Darmstadt auf eine Professur für Zoologie, Neurobiologie, an. Neben seiner dortigen Tätigkeit erfolgten in den Jahren 1977 bis 1985 Forschungsaufenthalte und -reisen in das Amazonasbecken, nach Zentralafrika und Thailand zur Untersuchung des Kommunikationsverhaltens bei Vögeln (Entdeckung des Infraschallhörens) und elektrischen Fischen, eine Gastprofessur an der Ponce School of Medicine, Puerto Rico, und ein Forschungsaufenthalt an der National University Canberra, Australien, während dessen Scheich den elektrischen Sinn beim Schnabeltier entdeckte.
Nach der deutschen Wiedervereinigung und der Gründung der Wissenschaftsgemeinschaft Gottfried Wilhelm Leibniz wurde Scheich 1992 als Direktor und Abteilungsleiter des Leibniz-Instituts für Neurobiologie (IfN; seit 2010 LIN), Magdeburg, berufen. Damit einher ging 1994 die Berufung als Professor für Physiologie an die Medizinische Fakultät der dortigen Otto-von-Guericke-Universität. Das LIN, hervorgegangen aus einem Institut der Akademie der Wissenschaften der DDR, widmet sich satzungsgemäß der Erforschung der Mechanismen von Lernen und Gedächtnis. Die Forschungstätigkeit von Scheich am LIN befasst sich mit der Organisation des Hör- und Vokalisationsverhaltens bei Tier und Mensch und der Rolle des Hörcortex für Lernvorgänge in diesem Zusammenhang. Im Jahr 2003 rief Scheich die Tagungsreihe International Conference on Auditory Cortex ins Leben.
Mit dem Jahr 2010 endete Scheichs Amtszeit als Direktor des LIN; im gleichen Jahr erfolgte auch die Emeritierung von der Otto-von-Guericke-Universität Magdeburg. Von 2014 bis 2018 wurde die Arbeit der von Scheich geleiteten Abteilung im Rahmen einer Emeritus-Gruppe weitergeführt.
Scheich thematisierte wiederholt die Bedeutung der Gehirnforschung für die Erziehung und Bildung und engagierte sich in den Organen der Forschungsförderung, der Selbstverwaltung der Wissenschaft und der Politikberatung engagiert (z. B. Ausschuss Blaue Liste und Ausschuss Evaluierung des Wissenschaftsrates; Heisenberg-Ausschuss der Deutschen Forschungsgemeinschaft; Gesundheitsforschungsrat des Bundesministeriums für Bildung und Forschung).
Henning Scheich verstarb am 30. Mai 2025 im Alter von 83 Jahren in Samswegen nach langer Krankheit.

## Auszeichnungen/Mitgliedschaften
- 1995–2003: Vizepräsident der Wissenschaftsgemeinschaft Gottfried Wilhelm Leibniz
- 2000: Berlin-Brandenburgische Akademie der Wissenschaften
- 2007: Verdienstorden des Landes Sachsen-Anhalt[3]
- 2013: Goldenes Buch der Stadt Magdeburg[4]

## Veröffentlichungen
- mit F. Baumgart, B. Gaschler-Markefski, M. G. Woldorff und H. J. Heinze: A movement-sensitive area in auditory cortex. In: Nature. 400, 1999, S. 724–726.
- mit A. Brechmann: Hemispheric shifts of sound representation in auditory cortex with conceptual listening. In: Cereb Cortex. 15, 2005, S. 578–587.
- mit M. Brosch und E. Selezneva: Representation of reward feedback in primate auditory cortex. In: Front Syst Neurosci. 5, 2011, S. 5.
- mit M. Brosch und E. Budinger: Stimulus-related gamma oscillations in primate auditory cortex. In: J Neurophysiol. 87, 2002, S. 2715–2725.
- mit M. Brosch und A. Schulz: Processing of sound sequences in macaque auditory cortex: response enhancement. In: J Neurophysiol. 82, 1999, S. 1542–1559.
- mit E. Budinger, P. Heil und A. Hess: Multisensory processing via early cortical stages: Connections of the primary auditory cortical field with other sensory systems. In: Neuroscience. 143, 2006, S. 1065–1083.
- mit J. Goldschmidt, T. Wanger, A. Engelhorn, H. Friedrich, M. Happel, A. Ilango, M. Engelmann, I. W. Stuermer und F. W. Ohl: High-resolution mapping of neuronal activity using the lipophilic thallium chelate complex TlDDC: protocol and validation of the method. In: Neuroimage. 49, 2010, S. 303–315.
- mit L. Jancke, T. Wustenberg und H. J. Heinze: Phonetic perception and the temporal cortex. In: Neuroimage. 15, 2002, S. 733–746.
- mit F. W. Ohl: Learning-induced plasticity in animal and human auditory cortex. In: Curr Opin Neurobiol. 15, 2005, S. 470–477.
- mit F. W. Ohl und W. J. Freeman: Change in pattern of ongoing cortical activity with auditory category learning. In: Nature. 412, 2001, S. 733–736.
- mit G. Rausch: Dendritic spine loss and enlargement during maturation of the speech control system in the mynah bird (Gracula religiosa). In: Neurosci Lett. 29(2), 1982, S. 129–133.
- mit A. Brechmann, M. Brosch, E. Budinger, F. W. Ohl, E. Selezneva, H. Stark, W. Tischmeyer und W. Wetzel: Behavioral semantics of learning and crossmodal processing in auditory cortex: the semantic processor concept. In: Hear Res. 271, 2011, S. 3–15.
- mit E. Selezneva und M. Brosch: Dual time scales for categorical decision making in auditory cortex. In: Curr Biol. 16, 2006, S. 2428–2433.
- mit H. Thomas, J. Tillein und P. Heil: Functional organization of auditory cortex in the mongolian gerbil (Meriones unguiculatus). I. Electrophysiological mapping of frequency representation and distinction of fields. In: Eur J Neurosci. 5, 1993, S. 882–897.
- mit H. Wang und X. Wang: LTD and LTP induced by transcranial magnetic stimulation in auditory cortex. In: Neuroreport. 7, 1996, S. 521–525.
- mit W. Wetzel und F. W. Ohl: Global versus local processing of frequency-modulated tones in gerbils: an animal model of lateralized auditory cortex functions. In: Proc Natl Acad Sci U S A. 105, 2008, S. 6753–6758.

## Herausgeberschaft
- Editorial Board der Zeitschrift Neurobiology of Learning and Memory
- The Auditory Cortex: A Synthesis of Human and Animal Research. Editors Reinhard König; Peter Heil; Eike Budinger; Henning Scheich. Lawrence Erlbaum Assoc. Mahwah, New Jersey 2005.
- The Neocortex: Ontogeny and Phylogeny. Nato Science Series A. Editors Barbara L. Finlay, Giorgio, M. Innocenti, Henning Scheich.